# E (muziek)
De E (ook wel mi genoemd) is een muzieknoot die een hele toon hoger ligt dan de D en een halve toon lager dan de F.
Op een pianoklavier ligt de E telkens na de twee zwarte toetsen. De eerste en de zesde snaar van een klassieke gitaar zijn gestemd op de E.

## Grafische voorstelling

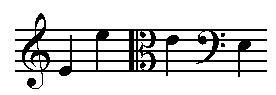
Voorstelling van de E in 3 sleutels (achtereenvolgens: vioolsleutel (E4 en E5), altsleutel (E4), en bassleutel (E3))

## Octavering
| Musicologische notatie | Helmholtznotatie | Octaafnaam           | Frequentie (Hz) |
| ---------------------- | ---------------- | -------------------- | --------------- |
| E-1                    | E,,,             | Subsubcontra-octaaf  | 10.301          |
| E0                     | E,,              | Subcontra-octaaf     | 20.602          |
| E1                     | E,               | Contra-octaaf        | 41.203          |
| E2                     | E                | Groot octaaf         | 82.407          |
| E3                     | e                | Klein octaaf         | 164.814         |
| E4                     | e′               | Eéngestreept octaaf  | 329.628         |
| E5                     | e′′              | Tweegestreept octaaf | 659.255         |
| E6                     | e′′′             | Driegestreept octaaf | 1318.51         |
| E7                     | e′′′′            | Viergestreept octaaf | 2637.02         |
| E8                     | e′′′′′           | Vijfgestreept octaaf | 5274.041        |
| E9                     | e′′′′′′          | Zesgestreept octaaf  | 10548.082       |